# شکل تاریک جرم
شکل تاریک جرم به (کره ای:암수살인) یک فیلم جنایی،درام محصول کره جنوبی به کارگردانی کیم تای کیون در سال ۲۰۱۹ است.